# Listă de filozofi
Filozofi (și alte figuri importante din istoria filozofiei) în ordine alfabetică:

## A
- Pietro d'Abano, (1257 - 1316)
- Pierre Abélard, (1079 - 1142)
- Abhinavagupta (c. 975 - 1025)
- Adi Shankara (c. 788-820)
- Radolphus Agricola, (1443 - 1485)
- Agrippa Scepticul, (sec I/sec.II)
- Heinrich Cornelius Agrippa, (1486 - 1535)
- Leon Battista Alberti, (1404 - 1472)
- Albertus Magnus, (1193? - 1280)
- Albinus (c. 130)
- Alcibiade, (c. 450 - 404 î.Hr.)
- Samuel Alexander, (1859 - 1938)
- Francesco Algarotti, (1712 - 1764)
- Dante Alighieri, (1265 - 1321)
- Louis Althusser, (1918 - 1990)
- Ambrose, (c. 340 - 397)
- Anandavardhana, (820 - 890)
- Anaxagora, (d. 462 î.Hr.)
- Anaximandru, (610 î.Hr. - c. 546 î.Hr.)
- Anaximene
- Anselm de Canterbury, (1034 - 1109)
- Apollonius din Tyana, (2 - 98)
- Toma d'Aquino, (1225 - 1274)
- Archytas, (428 î.Hr. - 347 î.Hr.)
- Arhimede, (d. 212 î.Hr.)
- Hannah Arendt, (1906 - 1975)
- Ariston din Chios, (250 î.Hr.)
- Aristotel, (384 î.Hr. - 322 î.Hr.)
- Aristoxenus, (secolul IV î.Hr.)
- Jacobus Arminius, (1560 - 1609)
- David Malet Armstrong, (1926 -)
- Raymond Aron, (1905 - 1983)
- Asclepiades
- Aspasius, (c. 100 - 150)
- Titus Pomponius Atticus, (110 - 32 î.Hr.)
- Augustin de Hipona, (354 - 430)
- Marcus Aurelius, (121 - 180)
- J. L. Austin, (1911 - 1960)
- Averroes, (1126 - 1198)
- Avicenna, (980 - 1037)
- Alfred Ayer, (1910 - 1989)

## B
- Francis Bacon, (1561 - 1626)
- Roger Bacon, (1214 - 1294)
- Karl Barth, (1886 – 1968)
- Jean Baudrillard, (n. 1929)
- Pierre Bayle, (1647 - 1706)
- Simone de Beauvoir, (1908 - 1986)
- Walter Benjamin, (1892 - 1940)
- Nikolai Berdiaev, (1874 - 1948)
- Gustav Bergmann, (1906 - 1987)
- Henri Bergson, (1859 - 1941)
- George Berkeley, (1685 - 1753)
- Isaiah Berlin, (1909 - 1997)
- Walter Biemel, (n. 1918)
- Lucian Blaga, (1895 – 1961)
- Jean Bodin, (1529/1530? - 1596)
- Bonaventura, c. 1217 - 1274)
- Jakob Böhme, (1575 - 1624)
- Boethius, (480 – 525)
- Niels Bohr, (1885 - 1962)
- Dietrich Bonhoeffer, (1906 – 1946)
- Bernard Bolzano, (1781 - 1848)
- Bernard de Clairvaux, 1090 – 1153)
- F. H. Bradley, (1846 - 1924)
- Robert Brandom, (1950 -)
- Franz Brentano, (1853 - 1920)
- Percy Williams Bridgman, (1882 - 1961)
- Giordano Bruno, (1548 - 1600)
- Emil Brunner, (1889 –1966)
- Martin Buber, (1878 - 1965)
- Edmund Burke, (1729 - 1797)
- Samuel Butler, (1835 - 1902)

## C
- Callicles, (secolul V î.Hr.)
- Ioan Calvin, (1509 - 1564)
- Tommaso Campanella, (1568 - 1639)
- Albert Camus, (1913 - 1960)
- Girolamo Cardano, (1501 - 1576)
- Rudolf Carnap, (1891 - 1970)
- Lewis Carroll, (1832 - 1898)
- Nancy Cartwright, (1944 - )
- Bartolomé de las Casas, (1474 - 1566)
- Ernst Cassirer, (1874 - 1945)
- Vasile Chira, (n. 1962)
- Cătălin Cioabă, (n. 1970)
- Emil Cioran, (1911 – 1995)
- Emile Auguste Chartier, (1868 - 1951)
- Roderick Chisholm, (1916 - 1999)
- Cicero, (106 î.Hr. - 43 î.Hr.)
- Samuel Clarke, (1675 - 1729)
- Clement din Alexandria
- Hermann Cohen, (1842 - 1918)
- Auguste Comte, (1798 -1857)
- Confucius, (551 î.Hr. - 479 î.Hr.)
- Benjamin Constant, (1767 - 1830)
- Ananda Coomaraswamy, (1877-1947)
- Nicolaus Copernicus, (1473 - 1543)
- Nichifor Crainic, (1889 – 1972)
- Petru Creția, (1927 – 1997)
- Benedetto Croce, (1866 - 1952)
- Ioan Petru Culianu, (1950 – 1991)
- Nicolaus Cusanus, (1401 - 1464)

## D
- Jean le Rond d'Alembert, (1717 - 1783)
- Charles Darwin, (1809 - 1882)
- Surendranath Dasgupta, (1887-1952)
- Donald Davidson, (1917 - 2003)
- Democrit
- Daniel C. Dennett, (1942 - )
- Jacques Derrida, (1930 - 2004)
- René Descartes, (1596 - 1650)
- John Dewey, (1859 - 1952)
- Diagoras
- Denis Diderot, (1713 - 1784)
- Diogene Laerțiu, (secolul III)
- Diogenes din Apollonia, (c. 460 î.Hr.)
- Diogene din Sinope, (412 î.Hr. - 323 î.Hr.)
- Fiodor Dostoievski, (1821 - 1881)
- Alexandru Dragomir, (1916 – 2002)
- Eugen Dühring, (1833 - 1921)
- Lawrence Durrell, (1912 - 1990)
- Émile Durkheim, (1858 - 1917)

## E
- Meister Eckhart, (1260 - 1327/8)
- Umberto Eco, (1932 - 2016)
- Albert Einstein, (1879 - 1955)
- Mircea Eliade, (1907 - 1986)
- George Eliot, (1819 - 1880)
- Empedocle, (490 î.Hr. - 430 î.Hr.)
- Friedrich Engels (1820 - 1895)
- Epictet
- Epicur, (341 î.Hr. - 270 î.Hr.)
- Erasmus din Rotterdam, (1466/1469? – 1536)
- Rudolf Eucken, (1846 - 1926)
- Euclid, (c. 365 î.Hr. - 275 î.Hr.)

## F
- Frantz Fanon, (1925 - 1961)
- Michelangelo Fardella, (1646 - 1718)
- Adam Ferguson, (1723 - 1816)
- James Frederick Ferrier, (1808 - 1864)
- Ludwig Feuerbach, (1804 - 1872)
- Paul Feyerabend, (1924 - 1994)
- Alain Finkielkraut, (n. 1949)
- Mircea Florian, (1888 – 1960)
- Johann Gottlieb Fichte, (1762 - 1814)
- Marsilio Ficino, (1433 - 1499)
- Jerry A. Fodor, (1935 -)
- Michel Foucault, (1926 - 1984)
- Charles Fourier, (1772 - 1837)
- Girolamo Fracastoro, (1478 - 1553)
- Benjamin Franklin, (1706 - 1790)
- Gottlob Frege, (1848 - 1925)
- Sigmund Freud, (1856 - 1939)

## G
- Hans-Georg Gadamer, (1900 - 2002)
- Galileo Galilei, (1564 - 1642)
- Mahatma Gandhi, (1869 - 1948)
- Pierre Gassendi, (1592 - 1655)
- Gautama Siddhartha, (c. 563 î.Hr. - 483 î.Hr.)
- Giovanni Gentile, (1875 - 1944)
- John Gill (1697 - 1771)
- Thomas Gisbourne, (1758 - 1846)
- Joseph Glanvill, (1636 - 1680)
- Godfrey of Fontaines, (c. 1250 - 1309)
- Johann Wolfgang von Goethe, (1749 - 1832)
- Alvin I. Goldman, (1938, -)
- Gorgias, (c. 483 î.Hr. - 375 î.Hr)
- Herbert Paul Grice, (1913 - 1988)
- Papa Grigore I, (540 - 604)
- Grigorie de Nyssa, (c. 335 - 398)
- Robert Grosseteste, (1175 - 1253)
- Gotthard Günther, (1900 - 1984)
- Dimitrie Gusti, (1880 – 1955)

## H
- Jürgen Habermas, (n. 1929)
- Ernst Haeckel, (1834 - 1919)
- Nakamura Hajime, (1911 - 1999)
- Yehuda Halevi, (c. 1085 - 1141)
- Johann Georg Hamann, (1730 - 1788)
- R. M. Hare, (1919 - 2002)
- Friedrich Harms, (1819 - 1880)
- David Hartley, (1705 - 1757)
- Eduard Von Hartmann, (1842 - 1906)
- Nicolai Hartmann, (1882 - 1950)
- Charles Hartshorne, (1897 - 2000)
- G.W.F. Hegel, (1770 - 1831)
- Martin Heidegger, (1889 - 1976)
- Claude Adrien Helvétius, (1715 - 1771)
- Carl Gustav Hempel, (1905 - 1997)
- Heraclit, (c. 535 î.Hr. - 475 î.Hr.)
- Johann Gottfried von Herder, (1744 - 1803)
- Hesiod, (c. 700 î.Hr.)
- Hippias, (secolul V î.Hr.)
- Hippocrate, (460 î.Hr. - 380 î.Hr.)
- Thomas Hobbes, (1588 - 1679)
- Friedrich Hölderlin, (1770 - 1843)
- Homer, (c. 700 î.Hr.)
- Wilhelm von Humboldt, (1767 - 1835)
- David Hume, (1711 - 1776)
- Edmund Husserl, (1859 - 1938)

## I
- Ion Ianoși, (n. 1928)
- Solomon ibn Gabirol, (1021 - 1058)
- Ibn Khaldun, (1332 - 1406)
- Nae Ionescu, (1890 – 1940)
- Isocrates, (436 î.Hr. - 338 î.Hr.)

## J
- Friedrich Heinrich Jacobi, (1743 - 1819)
- Karl Jaspers, (1883 - 1969)
- Thomas Jefferson, (1743 - 1826)
- Jørgen Jørgensen, (1894 - 1969)
- Ernst Jünger, (1895 - 1998)
- Iustinian I, (483 - 565)

## K
- Subhash Kak, (n. 1947)
- Immanuel Kant, (1724 - 1804)
- Gopinath Kaviraj
- Hans Kelsen, (1881 - 1973)
- Johannes Kepler, (1571 - 1630)
- Søren Kierkegaard, (1813 - 1855)
- Jaegwon Kim, (1934-)
- Martin Luther King, (1929 - 1968)
- Philip Kitcher, (1947 -)
- Arthur Koestler, (1905 - 1983)
- Saul Kripke, (1940 - )
- Peter Kropotkin, (1842 - 1921)
- Thomas Samuel Kuhn, (1922 - 1996)
- Leszek Kolakowski, (n. 1927)

## L
- Friedrich Albert Lange, (1828 - 1875)
- Lao Zi, (secolul IV î.Hr.)
- Pierre Simon Laplace, (1749 - 1827)
- Gottfried Leibniz, (1646 - 1716)
- Vladimir Lenin, (1870 - 1924)
- Leucip, (secolul V î.Hr.)
- Clarence Irving Lewis, (1883 - 1964)
- C. S. Lewis, (1898 - 1963)
- David K. Lewis, (1941 - 2001)
- Gabriel Liiceanu, (n. 1942)
- John Locke, (1632 - 1704)
- Titus Lucretius Carus, (c. 99 î.Hr. - 55 î.Hr.)
- Martin Luther, (1483 - 1546)
- Rosa Luxemburg, (1871 - 1919)

## M
- Niccolò Machiavelli, (1469 - 1527)
- Shri Madhvacharya, (1238 - 1317)
- Moise Maimonide, (1135 - 1204)
- Titu Maiorescu, (1840 – 1917)
- John Major, (1467 - 1550)
- Tsunesaburo Makiguchi (1871 - 1944)
- Norman Malcolm, (1911 - 1990)
- Nicolas Malebranche, (1638 - 1715)
- Mao Zedong, (1893 - 1976)
- Gabriel Marcel, (1887 - 1973)
- Karl Marx, (1818 - 1883)
- James Clerk Maxwell, (1831 - 1879)
- Alexius Meinong, (1853 - 1920)
- Melissos din Samos, (c. 480 î.Hr. )
- Bernat Metge, (1340 - 1413)
- Maurice Merleau-Ponty, (1908 - 1961)
- Samuil Micu, (1745 – 1806)
- John Stuart Mill, (1806 - 1873)
- Giovanni Pico della Mirandola, (1463 - 1494)
- Michel de Montaigne, (1533 - 1592)
- Montesquieu (1689 - 1755)
- Thomas More, (1478 - 1535)

## N
- Ernest Nagel, (1901 - 1985)
- Thomas Nagel, (n. 1937)
- Nārāyana Guru, (1856 - 1928)
- P.P.Negulescu, (1872 – 1951)
- John von Neumann, (1903 - 1957)
- Otto Neurath, (1882 - 1945)
- Isaac Newton, (1642 - 1727)
- Friedrich Nietzsche, (1844 - 1900)
- Constantin Noica, (1909 – 1987)
- Robert Nozick, (1938 - 2001)

## O
- Nicolaus Olahus, (1493 - 1568)
- Peter Olivi, (1248 - 1298)
- Origen, (c. 182 - c. 251)
- José Ortega y Gasset, (1883 - 1955)

## P
- Thomas Paine, (1737 - 1809)
- William Paley, (1743 - 1805)
- Papa Ioan al XXI-lea, (secolul XIII)
- Parmenide, (secolul V î.Hr.)
- Blaise Pascal, (1623 - 1662)
- Horia-Roman Patapievici, (n. 1957)
- Jan Patočka, (1907 - 1977)
- Charles Sanders Peirce, (1839 - 1914)
- Thomas Percival, (1740 - 1804)
- Marta Petreu, (n. 1955)
- Ion Petrovici, (1882 – 1972)
- Philolaos, (c. 480 î.Hr. – c. 405 î.Hr.)
- Giovanni Pico della Mirandola, (1463 - 1494)
- Pitagora, (582 î.Hr. - 496 î.Hr.)
- Max Planck, (1858 - 1947)
- Platon, (c. 427 î.Hr. - c. 347 î.Hr.)
- Andrei Pleșu, (n. 1948)
- Plotin, (d. 270)
- Plutarh, (c. 46 - c. 125)
- Henri Poincaré, (1854 - 1912)
- Pietro Pomponazzi, (1462 - 1525)
- Karl Popper, (1902 - 1994)
- Giambattista della Porta, (1535 - 1615)
- Richard Price, (1723 - 1791)
- Harold Arthur Prichard, (1871 - 1947)
- Graham Priest, (n. 1948)
- Protagoras, (c. 481 î.Hr. - 420 î.Hr.)
- Dionisie Pseudo-Areopagitul, (secolul V)
- Ptolemeu, (c. 85 - c. 165)
- Hilary Putnam, (n. 1926)

## Q
- Willard Van Orman Quine, (1908 - 2000)

## R
- François Rabelais, (1493 - 1553)
- Sarvepalli Radhakrishnan, (1888 - 1975)
- Ramanuja, (1017 - 1137)
- Frank P. Ramsey, (1903 - 1930)
- Ayn Rand, (1905 - 1982)
- Constantin Rădulescu-Motru, (1868 – 1957)
- Hans Reichenbach, (1891 - 1953)
- Thomas Reid, (1710 - 1796)
- Charles Bernard Renouvier, (1815 - 1903)
- Paul Ricoeur, (1913 - 2005)
- Richard Rorty, (1931 - 2007)
- Franz Rosenzweig, (1886 - 1929)
- William David Ross, (1877 - 1971)
- Jean-Jacques Rousseau, (1712 - 1778)
- Josiah Royce, (1865 - 1916)
- Bertrand Russell, (1872 - 1970)
- Gilbert Ryle, (1900 - 1976)

## S
- Wesley C. Salmon, (1925 - 2001)
- Lino Coluccio Salutati, (1330 - 1406)
- George Santayana, (1863 - 1952)
- Jean-Paul Sartre, (1905 - 1980)
- Fernando Savater, (n. 1947)
- Max Scheler, (1874 - 1928)
- Friedrich Schelling, (1775 - 1852)
- Friedrich Schiller, (1759 - 1805)
- Friedrich Schleiermacher, (1768 - 1834)
- Arthur Schopenhauer, (1788 - 1860)
- Duns Scotus, (c. 1266 - 1308)
- John R. Searle, (n. 1932)
- Wilfrid Sellars, (1912 - 1989)
- Seneca, (c. 4 î.Hr. - 65)
- Ramon Sibiuda, (1385 - 1436)
- Peter Sloterdijk, (n. 1947)
- Socrate, (470 î.Hr. - 399 î.Hr.)
- Vladimir Soloviov, (1853 - 1900)
- Herbert Spencer, (1820 - 1903)
- Baruch Spinoza, (1632 - 1677)
- Rudolf Steiner, (1861 - 1925)
- Max Stirner, (1806 - 1856)
- Peter Frederick Strawson, (1919 - 2006)
- Francisco Suárez, (1548 - 1617)

## T
- Rabindranath Tagore, (1861 - 1941)
- Charles Taylor, (n. 1931)
- Harriet Taylor Mill, (1807 - 1858)
- Pierre Teilhard de Chardin, (1881 - 1955)
- Bernardino Telesio, (1509 - 1588)
- Tertulian, (c. 160 - c. 220)
- Thales, (c. 635 î.Hr. - 543 î.Hr.)
- Henry David Thoreau, (1817 - 1862)
- Tucidide, (c. 460 î.Hr. - c. 400 î.Hr.)
- Alexis de Tocqueville, (1805 - 1859)
- Lev Tolstoi, (1828 - 1910)
- Tominaga Nakamoto, (1715 - 1746)
- Alan Turing, (1912 - 1954)
- Petre Țuțea, (1902 – 1991)

## U
- Miguel de Unamuno, (1864 - 1936)

## V
- Hans Vaihinger, (1852 - 1933)
- Lorenzo Valla, (1407 - 1457)
- Gabriel Vazquez, (1549 - 1604)
- Tudor Vianu, (1897 – 1898)
- Giambattista Vico, (1668 - 1744)
- Francisco de Vitoria, (1492 - 1546)
- Voltaire, (1694 - 1778)
- Mircea Vulcănescu, (1904 – 1952)

## W
- Max Weber, (1864 - 1920)
- Simone Weil, (1909 - 1943)
- William Whewell, (1794 - 1866)
- Alfred North Whitehead, (1861 - 1947)
- Ludwig Wittgenstein, (1889 - 1951)
- Mary Wollstonecraft, (1759 - 1797)

## X
- Xenofan, (570 î.Hr. - 480 î.Hr.)
- Xenofon, (427 î.Hr. - 355 î.Hr.)
- Alexandru D. Xenopol, (1847 – 1920)

## Y
- Yajnavalkya, (c. 1800 î.Hr.)

## Z
- Jacopo Zabarella, (1533 - 1589)
- Zeno din Elea, (c. 495 î.Hr. - c. 430 î.Hr.)